# Дубенская Красногорская икона Божией Матери
Дубенская Красногорская икона Божией Матери (Дубицкая) — икона Богородицы, почитаемая в Русской православной церкви чудотворной. Празднование иконе совершается в день Преполовения Пятидесятницы и 25 января (по юлианскому календарю).

## История
Икона происходит из Красногорского Покровского монастыря и была, по преданию, обретена в XVII веке висящей на дубе, от чего и получила своё название Дубенская. Икону перенесли в церковь Георгия Победоносца, а позднее в деревянный Покровский собор (1680—1687 годы). В нём икона была повешена над Царскими вратами и пользовалась особым почитанием, ей приписывались многочисленные чудеса.
Икона участвовала в ежегодном крестном ходе — 24 августа её носили вокруг монастырской горы с чтением акафиста иконе Божией Матери «Всех скорбящих Радость». В честь приписываемых ей чудесных спасений монастыря от пожара и эпидемии оспы ей было установлено празднование в день Преполовения Пятидесятницы.
25 марта 1922 года Красногорский монастырь был разграблен большевиками и закрыт. В 1923 году его иконы, включая Дубенскую, и церковная утварь поступили в музей города Золотоноши. Выгнали около 700 монахинь и послушниц. С иконой работала комиссия Государственного комитета охраны памятников старины, культуры и природы, и 2 октября 1925 года ею Дубенская икона «по археологическому и художественному значению» была взята «на учет и под охрану». Икону передали заведующему педагогическим техникумом А. И. Денисенко, который временно исполнял обязанности заведующего Золотоношского музея. После этого история Дубенской иконы неизвестна, по одной версии, она погибла при эвакуации музейных фондов в период Великой Отечественной войны, по другой — хранится в частном собрании.
В Красногорском монастыре, открытом в 1941 году, хранится чтимый список Дубенской иконы, написанный в 1864 году. Его в день Преполовения Пятидесятницы проносят крестным ходом по монастырским помещениям с чтением акафиста Божией Матери.

## Иконография

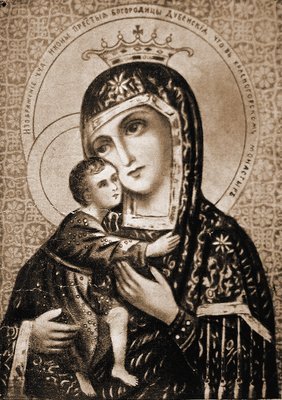
Литография оригинала иконы (начало XX века)

Описание иконы известно из отчёта Государственного комитета охраны памятников старины, культуры и природы:

Икона на деревянной доске, размером 6×7 вершков (26,7×31 см), писана в 3 цвета по золотому фону, письмо техники примитивной. Очи Богоматери обозначены миндалинами, без лузги, с лунницами под миндалинами, надбровные дуги и нос обозначены черточками, теней в одежде нет. В нимбе орнаментировка цветами, с разводами в украинском стиле… На иконе слюдяной покров. Обрамление иконы серебряное, новое, художественно орнаментировано выпуклыми стяжками и рельефными орнаментированными цветами и листьями. Нимф [нимб], руки и оплечье орнаментированы цветными камнями. В одном гнезде отсутствуют 4 камня.

Сохранилась литография иконы, сделанная в начале XX века. Дубенская икона относится к иконописному типу Елеуса (Умиление), её иконография близка к Владимирской иконе Божией Матери.
Известно несколько списков Дубенской иконы. Два из них находятся в Красногорском монастыре:
- небольшой образ в киоте на северной стене церкви покрова Пресвятой Богородицы;
- самый ранний из известных датированных списков иконы, написанный согласно надписи на иконе в 1864 году. Он был найден в заброшенном доме в окрестностях Вологды и привезён в монастырь в 2004 году. Список имеет западнорусское происхождение и отличается от оригинала одеждами Христа и Богородицы (мафорий Девы Марии вместо квадратного выреза горловины имеет треугольный, а Богомладенец вместо рубашечки, подпоясанной пояском одет в белый хитон и охристый гиматий).

## Внешние ссылки
- Україна Інкогніта - путешествия, неизвестные и заповедные места Украины
- "Дрымба" — украинский туристическо-краеведческий портал